# Гаспарян, Дживан (младший)
Дживан Гаспарян (младший) (23 октября 1982 г., Ереван) — армянский дудукист-композитор. Он является внуком известного дудукиста Дживана Гаспаряна .

## Биография
Дживан Гаспарян-младший родился 23 октября 1982 года в Ереване, Армения. Его всегда вдохновляли армянские народные мелодии в исполнении его деда, легендарного мастера дудуков Дживана Гаспаряна.
Изучая музыку в Ереванской вокальной школе, Дживан-младший также интересовался обучением искусству игры на дудуке у своего деда. В раннем подростковом возрасте он переехал в Лос-Анджелес, штат Калифорния. Окончив среднюю школу Гранта, он продолжил учёбу в колледже, чтобы стать врачом. Вскоре он понял, что его интересы лежат только в музыке. Его главной целью было пойти по стопам своего деда, добиться признания в исполнении дудука и продолжить это традиционное искусство своим собственным уникальным способом.
В Лос-Анджелесе Дживан-младший присоединился к группе «Viza», сочетающей элементы традиционной музыки с элементами фолка и рока.
Он много работал, чтобы улучшить свое выступление, и вскоре сопровождал своего деда на концертах в Лос-Анджелесе Голливуд Боул, в Москве, в Кремлёвском концертном зале, в Лондоне, Польше, Италии, России, Праге и многих других странах и городах мира. имея большой успех везде.
Он сотрудничал с Себу Симоняном с проектом под названием «Jivan & Sebu». Доступны два сингла «Hummingbird» и «Have You Ever Heard Somebody».
Он выступил вместе с Дживаном SR на открытии концерта, посвященного празднованию 90-летия Нельсона Манделы, который состоялся в Гайд-парке, Лондон, 27 июня 2008 года. Такие знаменитости, как Брайан Мэй, Питер Гэбриэл, Эми Уайнхаус, Куинси Джонс, На мероприятии присутствовали Уилл Смит, Энни Леннокс и многие другие. Дживан Младший — один из послов «46664».
В 2009 году Дживан выступил с Лондонским филармоническим оркестром в Виндзорском замке, где он привлек внимание принца Чарльза.
Также в 2009 году он принял участие в фестивале WOMAD в Абу-Даби, организованном Питером Габриэлем, и выступил на многих других признанных фестивалях по всему миру.
Дживан Гаспарян-младший принял участие в праздновании 80-летия своего деда в Ереване и выступил с такими приглашенными музыкантами, как Зуккеро, Андреас Волленвейдер, Борис Гребенщиков, Alan Parsons Project, Planet X.
Он выступал с Майклом Бруком, Московским симфоническим оркестром, Лондонским филармоническим оркестром, Государственным молодёжным оркестром Армении и различными другими известными оркестрами со всего мира. Такие артисты, как Серж Танкян, Мадлен Пейру, продюсер Ларри Кляйн, Армен Бабаханян, Heavy Machinery, Kadance Ensemble, Вальтер Квинтус, Вааг Айрапетян, Армен Хюснунц, Армянский государственный джазовый оркестр.
Культурный фонд «Big Apple Music Awards» признал Дживана Гаспаряна-младшего лучшим дудукистом в Нью-Йорке, а приз был вручен за продолжение искусства и традиций Дживана Гаспаряна-эсера и армянских традиций.
В 2010 году жюри конкурса «Дудук» имени Дживана Гаспаряна признало Дживана Гаспаряна младшим обладателем первой премии.
В 2011 году Дживан Гаспарян-младший был удостоен специальной награды ЮНЕСКО во время 8-го Международного музыкального фестиваля «Шарк тароналари» («Мелодии Востока»), который проходил в Самарканде, Узбекистан, городе, включенном в Список всемирного наследия ЮНЕСКО. в 2001 г. — Самарканд — перекресток культур. Фестиваль проходил 25-30 августа и собрал 300 музыкантов из 52 стран.
В 2011 году Дживан Гаспарян-младший продолжил музыкальное образование в Ереванском университете, Армения.
Его первый сольный альбом «Корни» вышел в Ереване в ноябре 2013 года. Этот диск включает в себя двенадцать треков старинных армянских мелодий, представленных по-новому. Этот компакт-диск является выражением его эмоций и инструментальной техники. Сохраняя дух армянской народной музыки, Дживан Гаспарян-младший продвигает её по-новому.
Его второй сольный альбом назывался «Ночной город». Представление различных музыкальных стилей, таких как джаз, блюз, фьюжн, с новым звучанием дудука, которое можно услышать впервые, в том числе некоторые из его собственных композиций.
Проект «Арагац» с новым альбомом «The Arrival», записанным вживую на фестивале Morgenland и выпущенным лейблом «Dreyer Gaido». Армянские мелодии играли в народном джазе.
В проекте «Арарат-Волга» с ансамблем «Русские струнные» с новыми звуками традиционных инструментов смешиваются армянские и русские мелодии и импровизации. Также альбом будет доступен в ближайшее время в 2018 году.